# Danh sách di sản văn hóa phi vật thể theo UNESCO
Sau đây là Danh sách di sản văn hóa phi vật thể đại diện của nhân loại do UNESCO ghi danh:

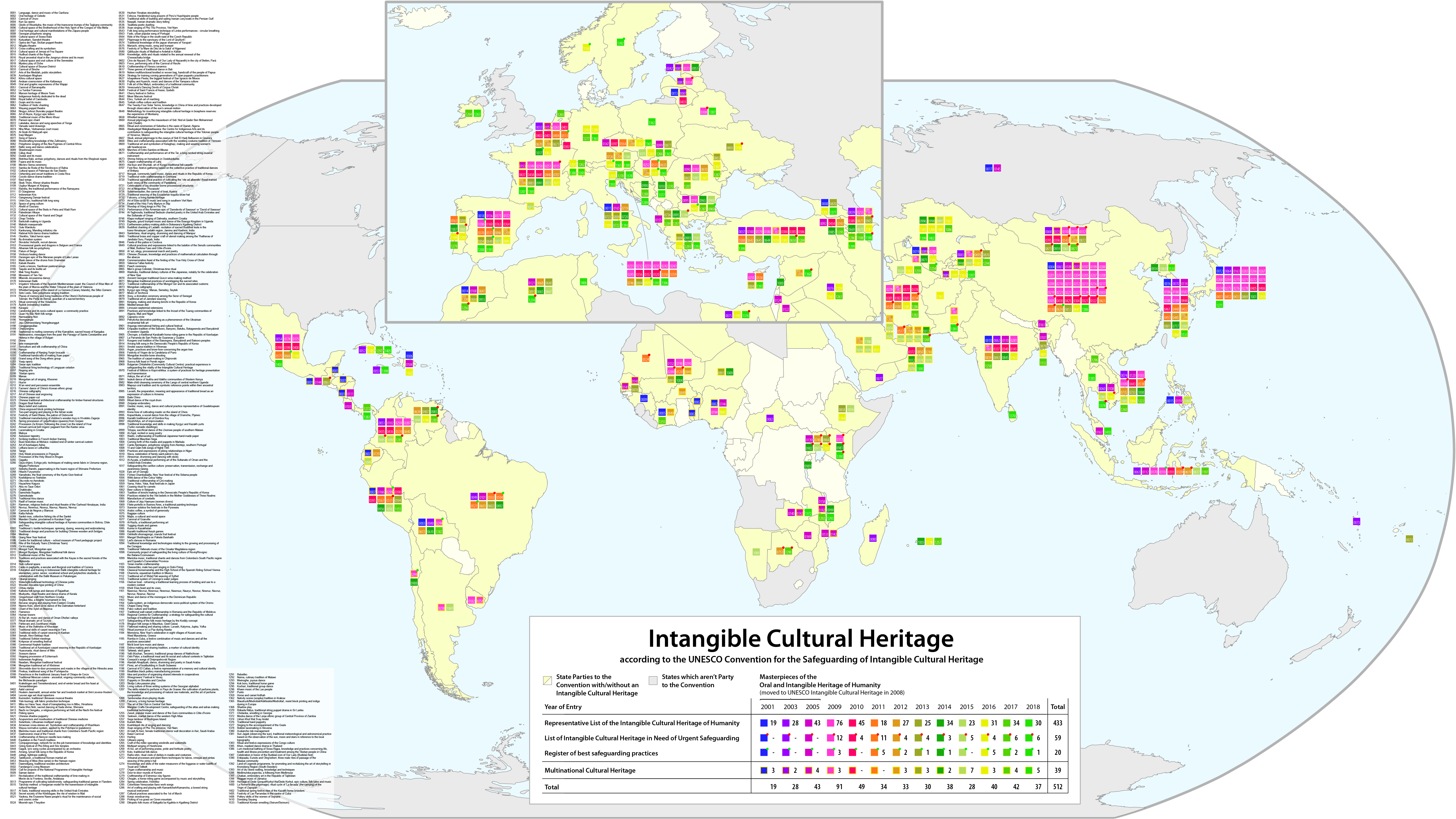

## Danh sách Di sản văn hóa phi vật thể của UNESCO
| Quốc gia/vùng lãnh thổ | Di sản[A] | Năm được công nhận là kiệt tác truyền khẩu và phi vật thể nhân loại[B] | Năm được công nhận là di sản văn hóa phi vật thể [C] | Cần được bảo tồn khẩn cấp | Chú thích |
| --- | --- | ---------------------------------------------------------------------- | ---------------------------------------------------- | ------------------------- | --------- |
| Albania | Nghệ thuật hát đối Albania | 2005                                                                   | 2008                                                 |                           | [ 1 ]     |
| Algérie | Ahellil của Gourara | 2005                                                                   | 2008                                                 |                           | [ 2 ]     |
| Algérie | Các nghi thức và nghề thủ công liên quan đến truyền thống trang phục cưới Tlemcen                                                                        |                                                                        | 2012                                                 |                           |           |
| Algérie | Các nghi thức và kiến trúc liên quan đến Imzad của các cộng đồng Tuareg tại Algeri, Mali và Niger                                                        |                                                                        | 2013                                                 |                           |           |
| Algérie | Cuộc hành hương hàng năm đến Lăng mộ Sidi ‘Abd el-Qader Ben Mohammed (Sidi Cheikh)                                                                       |                                                                        | 2013                                                 |                           |           |
| Algérie | Nghi lễ và nghi lễ Sebeiba trong các ốc đảo Djanet, Algeria                                                                                              |                                                                        | 2014                                                 |                           |           |
| Algérie | Sbuâ, cuộc hành hương hàng năm zawiya của Sidi El Hadj Belkacem tại Gourara                                                                              |                                                                        | 2015                                                 |                           |           |
| Andorra và Pháp | Lễ hội lửa ngày Hạ chí ở Pyrenees |                                                                        | 2015                                                 |                           |           |
| Argentina và Uruguay | Vũ điệu Tango | 2009                                                                   | 2009                                                 |                           |           |
| Argentina | Filete porteño ở Buenos Aires, một kĩ thuật hội họa truyền thống                                                                                         |                                                                        | 2015                                                 |                           |           |
| Armenia | Âm nhạc Duduk | 2005                                                                   | 2008                                                 |                           | [ 3 ]     |
| Armenia | Nghệ thuật điêu khắc đá Armenia.Chủ nghĩa biểu tượng và nghề thủ công của các Khachkar                                                                   | 2005                                                                   | 2010                                                 |                           | [ 4 ]     |
| Armenia | Trình diễn sử thi "Những người sáng tạo Sassoun'' hay "David của Sassoun" của người Armenia                                                              |                                                                        | 2012                                                 |                           |           |
| Armenia | Lavash, chuẩn bị, ý nghĩa và diện mạo bánh mì truyền thống như một biểu hiện văn hóa tại Armenia                                                         |                                                                        | 2014                                                 |                           |           |
| Azerbaijan | Mugam của người Azerbaijan | 2003                                                                   | 2008                                                 |                           | [ 5 ]     |
| Áo, Bỉ, Cộng hòa Séc, Pháp, Tây Ban Nha, Maroc, Mông Cổ, Qatar, Hàn Quốc, Ả rập Saudi, Cộng hòa Arập Syria, Các tiểu vương quốc Arập thống nhất, Hungaria | Chim Ưng, một di sản nhân văn sống |                                                                        | 2010                                                 |                           |           |
| Áo | Schemenlaufen, Lễ hội đường phố của Imst |                                                                        | 2012                                                 |                           |           |
| Áo | Kĩ thuật cưỡi ngựa cổ điển và Trường trung học trường phái cưỡi ngựa Tây Ban Nha tại Vienna                                                              |                                                                        | 2015                                                 |                           |           |
| Azerbaijan | Mugham của người Azerbaijan |                                                                        | 2008                                                 |                           |           |
| Azerbaijan | Nghệ thuật Ashiq của người Azerbaijan |                                                                        | 2009                                                 |                           |           |
| Azerbaijan, Ấn Độ, Iran, Kyrgyzstan, Uzbekistan, Pakistan, Thổ Nhĩ Kỳ                                                                                     | Nowruz hay Novruz, Nowrouz, Nooruz, Navruz, Nauroz, Nevruz                                                                                               |                                                                        | 2009                                                 |                           |           |
| Azerbaijan | Nghệ thuật dệt thảm truyền thống của người Azerbaijan tại Cộng hòa Azerbaijan                                                                            |                                                                        | 2010                                                 |                           |           |
| Azerbaijan | Nghề thủ công truyền thống và nghệ thuật trình diễn Tar, một nhạc cụ dây cổ dài                                                                          |                                                                        | 2012                                                 |                           |           |
| Azerbaijan | Chovqan, một trò chơi cưỡi ngựa Karabakh truyền thống tại Cộng hòa Azerbaijan                                                                            |                                                                        | 2013                                                 |                           |           |
| Azerbaijan | Nghệ thuật truyền thống và biểu tượng của Kelagheyi, làm và mặc các khăn trùm đầu lụa của người phụ nữ                                                   |                                                                        | 2014                                                 |                           |           |
| Azerbaijan | Nghề thủ công đồng tại Lahij |                                                                        | 2015                                                 |                           |           |
| Bangladesh | Các bài hát Baul | 2005                                                                   | 2008                                                 |                           | [ 6 ]     |
| Bangladesh | Nghệ thuật dệt Jamdani truyền thống |                                                                        | 2013                                                 |                           |           |
| Belarus | Nghi thức Tsars Kalyadi (Tsars Giáng sinh) |                                                                        | 2009                                                 |                           |           |
| Bỉ & Pháp | Đám rước Ducasse de Mons | 2005                                                                   | 2008                                                 |                           | [ 7 ]     |
| Bỉ | Lễ hội carnival Binche | 2003                                                                   | 2008                                                 |                           | [ 8 ]     |
| Bỉ | Buổi diễu hành của Giọt Máu Thiêng tại Bruges |                                                                        | 2009                                                 |                           |           |
| Bỉ | Houtem Jaarmarkt, chợ thú nuôi và phiên chợ cuối năm tại Sint-Lievens-Houtem                                                                             |                                                                        | 2010                                                 |                           | [ 9 ]     |
| Bỉ | Krakelingen and Tonnekensbrand, bữa tiệc ánh lửa và bánh mỳ cuối mùa đông tại Geraardsbergen                                                             |                                                                        | 2010                                                 |                           |           |
| Bỉ | Lễ hội carnival Aalst |                                                                        | 2010                                                 |                           |           |
| Bỉ | Vốn tiết mục nghi thức đặt tuổi tại Leuven |                                                                        | 2011                                                 |                           |           |
| Bỉ | Các cuộc diễu hành Entre-Sambre-et-Meuse |                                                                        | 2012                                                 |                           |           |
| Bỉ | Đánh bắt tôm trên lưng ngựa ở Oostduinkerke |                                                                        | 2013                                                 |                           |           |
| Belize, Guatemala, Honduras & Nicaragua | ngôn ngữ, vũ điệu và âm nhạc của người Garifuna | 2001                                                                   | 2008                                                 |                           | [ 10 ]    |
| Bénin, Nigeria & Togo | Di sản truyền khẩu Gelede | 2001                                                                   | 2008                                                 |                           | [ 11 ]    |
| Bhutan | Múa mặt nạ của các Drum từ Drametse | 2005                                                                   | 2008                                                 |                           | [ 12 ]    |
| Bolivia | Lễ hội carnaval Oruro | 2001                                                                   | 2008                                                 |                           | [ 13 ]    |
| Bolivia | Vũ trụ quanKallawaya vùng Andes | 2003                                                                   | 2008                                                 |                           | [ 14 ]    |
| Bolivia | Ichapekene Piesta, lễ hội lớn nhất của San Ignacio de Moxos                                                                                              |                                                                        | 2012                                                 |                           |           |
| Bolivia | Pujllay và Ayarichi, âm nhạc và các điệu nhảy của văn hóa Yampara                                                                                        |                                                                        | 2014                                                 |                           |           |
| Bosnia và Herzegovina | Nghề thêu Zmijanje |                                                                        | 2014                                                 |                           |           |
| Botswana | Các kĩ năng làm gốm đất ở huyện Kgatleng của Botswana |                                                                        | 2012                                                 |                           |           |
| Brasil | Văn hóa truyền khẩu và tượng hình của người Wajapi | 2003                                                                   | 2008                                                 |                           | [ 15 ]    |
| Brasil | Điệu nhảy Samba Roda của Recôncavo Baiano | 2005                                                                   | 2008                                                 |                           | [ 16 ]    |
| Brasil | Yaokwa, nghi thức duy trì trật tự xã hội và vũ trụ của người Enawene Nawe                                                                                |                                                                        | 2011                                                 |                           |           |
| Brasil | Frevo, các nghệ thuật trình diễn của Lễ hội đường phố Recife                                                                                             |                                                                        | 2012                                                 |                           |           |
| Brasil | Círio de Nazaré (Ngọn nến Đức bà Nazareth) ở thành phố Belem, Para                                                                                       |                                                                        | 2013                                                 |                           |           |
| Brasil | Vòng tròn Capoeira |                                                                        | 2014                                                 |                           |           |
| Bulgaria | [[Nestinarstvo, các thông điệp từ quá khứ: Panagyr của các thánh Cóntantine và Helena ở làng của Bulgari                                                 |                                                                        | 2009                                                 |                           |           |
| Bulgaria | Bistritsa Babi, Các nghi thức, điệu nhảy và phức điệu cổ từ vùng Shoplouk                                                                                | 2005                                                                   | 2008                                                 | ENA                       | [ 17 ]    |
| Bulgaria | Truyền thống làm thảm ở Chiprovtsi |                                                                        | 2014                                                 |                           |           |
| Bulgaria | Bữa tiệc dân gian Surova tại vùng Pernik |                                                                        | 2015                                                 |                           |           |
| Campuchia | Vũ kịch cung đình Campuchia | 2003                                                                   | 2008                                                 | APA                       | [ 18 ]    |
| Campuchia | Nghệ thuật sân khấu Sbek Thom | 2005                                                                   | 2008                                                 | APA                       | [ 19 ]    |
| Cộng hòa Trung Phi | Văn hóa truyền khẩu của người Aka Pygmy ở Trung Phi | 2003                                                                   | 2008                                                 | AFR                       | [ 20 ]    |
| Chile | Baile Chino |                                                                        | 2014                                                 |                           |           |
| Trung Quốc | Ca kịch Côn khúc | 2001                                                                   | 2008                                                 |                           | [ 21 ]    |
| Trung Quốc | Nhạc cụ truyền thống cổ cầm | 2003                                                                   | 2008                                                 |                           | [ 22 ]    |
| Trung Quốc | Nghệ thuật Muqam của người Uyghur ở Tân Cương | 2005                                                                   | 2008                                                 |                           | [ 23 ]    |
| Trung Quốc | Kỹ thuật in mộc bản Trung Hoa |                                                                        | 2009                                                 |                           |           |
| Trung Quốc | Thư pháp Trung Hoa |                                                                        | 2009                                                 |                           |           |
| Trung Quốc | Nghệ thuật cắt giấy Trung Hoa |                                                                        | 2009                                                 |                           |           |
| Trung Quốc | Nghề thủ công kiến trúc truyền thống trong các cấu trúc khung gỗ của người Trung Hoa                                                                     |                                                                        | 2009                                                 |                           |           |
| Trung Quốc | Điệu nhảy của nông dân dân tộc Triều Tiên tại Trung Quốc                                                                                                 |                                                                        | 2009                                                 |                           |           |
| Trung Quốc | Sử thi Gesar |                                                                        | 2009                                                 |                           |           |
| Trung Quốc | Bài hát của dân tộc Đồng |                                                                        | 2009                                                 |                           |           |
| Trung Quốc | Sơn ca (dân ca) |                                                                        | 2009                                                 |                           |           |
| Trung Quốc | Manas |                                                                        | 2009                                                 |                           |           |
| Trung Quốc | Nghệ thuật ca hát của người Mông Cổ: Khoomei |                                                                        | 2009                                                 |                           |           |
| Trung Quốc | Nam quản (nghệ thuật thổi sáo) |                                                                        | 2009                                                 |                           |           |
| Trung Quốc | Các nghệ thuật Regong |                                                                        | 2009                                                 |                           |           |
| Trung Quốc | Nghề thủ công nuôi tằm và dệt lụa Trung Quốc |                                                                        | 2009                                                 |                           |           |
| Trung Quốc | Lễ hội thuyền rồng |                                                                        | 2009                                                 |                           |           |
| Trung Quốc | Tín ngưỡng và phong tục đối với Ma Tổ (Thiên Hậu) |                                                                        | 2009                                                 |                           |           |
| Trung Quốc | Nghệ thuật biên khắc Trung Hoa |                                                                        | 2009                                                 |                           |           |
| Trung Quốc | Nghề dệt gấm thủ công ở Nam Kinh, Nam Kinh |                                                                        | 2009                                                 |                           |           |
| Trung Quốc | Kỹ thuật nung gốm truyền thống màu ngọc bích Long Tuyền                                                                                                  |                                                                        | 2009                                                 |                           |           |
| Trung Quốc | Nghề làm giấy Tuyên truyền thống |                                                                        | 2009                                                 |                           |           |
| Trung Quốc | Nhạc kịch Tây Tạng |                                                                        | 2009                                                 |                           |           |
| Trung Quốc | Đồng diễn kèn và trống Tây An |                                                                        | 2009                                                 |                           |           |
| Trung Quốc | Việt kịch |                                                                        | 2009                                                 |                           |           |
| Trung Quốc | Tết năm mới của người Khương |                                                                        | 2009                                                 | Yes                       |           |
| Trung Quốc | Các thực hành và thiết kế truyền thống trong việc xây dựng các cây cầu vòm bằng gỗ Trung Hoa                                                             |                                                                        | 2009                                                 | Yes                       |           |
| Trung Quốc | Các kĩ thuật dệt vải truyền thống người Lê: xe sợi, nhuộm màu, dệt và thêu hoa văn                                                                       |                                                                        | 2009                                                 | Yes                       |           |
| Trung Quốc | Kinh kịch |                                                                        | 2010                                                 |                           |           |
| Trung Quốc | Thuật châm cứu và liệu pháp chữa bệnh bằng ngải trong y học truyền thống Trung Hoa                                                                       |                                                                        | 2010                                                 |                           |           |
| Trung Quốc | In ván gỗ di động Trung Hoa |                                                                        | 2010                                                 | Yes                       |           |
| Trung Quốc | Kĩ thuật vách ngăn kín nước của các chiếc thuyền mành Trung Hoa                                                                                          |                                                                        | 2010                                                 | Yes                       |           |
| Trung Quốc | Meshrep |                                                                        | 2010                                                 | Yes                       |           |
| Trung Quốc | Múa rối bóng Trung Hoa |                                                                        | 2011                                                 |                           |           |
| Trung Quốc | Kể chuyện người Yimakan tại Hách Chiết |                                                                        | 2011                                                 | Yes                       |           |
| Trung Quốc | Bàn tính Trung Hoa, kiến thức và những thực hành tính hóa số học trên bàn tính                                                                           |                                                                        | 2012                                                 |                           |           |
| Colombia | Lễ hội carnival Barranquilla | 2003                                                                   | 2008                                                 |                           |           |
| Colombia | Không gian văn hóa Palenque de San Basilio | 2005                                                                   | 2008                                                 |                           | [ 24 ]    |
| Colombia | Carnival của người da đen và người da trắng |                                                                        | 2009                                                 |                           | [ 25 ]    |
| Colombia | Lễ rước Tuần Thánh ở Popayán |                                                                        | 2009                                                 |                           |           |
| Colombia | Hệ thống quy chuẩn Wayuu, được thiết lập bởi Putchipuui                                                                                                  |                                                                        | 2010                                                 |                           |           |
| Colombia | Kiến thức truyền thống của các pháp sư Jaguar của Yurupari                                                                                               |                                                                        | 2011                                                 |                           |           |
| Colombia | Lễ hội Saint Francis of Assisi, Quibdó |                                                                        | 2012                                                 |                           |           |
| Colombia | Âm nhạc Vallenato truyền thống vùng Magdalena lớn |                                                                        | 2015                                                 |                           |           |
| Colombia và Ecuador | Âm nhạc, sử thi và điệu nhảy truyền thống Marimba từ khu vực Nam Thái Bình Dương của Colombia và tỉnh Esmeraldas của Ecuador                             |                                                                        | 2015                                                 |                           |           |
| Costa Rica | Truyền thống oxherding và oxcart | 2005                                                                   | 2008                                                 |                           | [ 26 ]    |
| Côte d’Ivoire | Múa rối ngang của người Tagbana | 2001                                                                   | 2008                                                 |                           | [ 27 ]    |
| Croatia | Lễ hội rước hàng năm của những người kéo chuông ở vùng Kastav                                                                                            |                                                                        | 2009                                                 |                           | [ 28 ]    |
| Croatia | Nghệ thuật làm ren Croatia |                                                                        | 2009                                                 |                           | [ 29 ]    |
| Croatia | Lễ rước Za Križen trên đảo Hvar |                                                                        | 2009                                                 |                           | [ 30 ]    |
| Croatia | Lễ rước mùa xuân của Ljelje/Kraljice ở Gorjani |                                                                        | 2009                                                 |                           | [ 31 ]    |
| Croatia | Ngày hội Thánh Blaise, thần hộ mệnh của vùng Dubrovnik                                                                                                   |                                                                        | 2009                                                 |                           | [ 32 ]    |
| Croatia | Nghề làm đồ chơi truyền thống bằng gỗ cho trẻ em tại Hrvatsko Zagorje                                                                                    |                                                                        | 2009                                                 |                           | [ 33 ]    |
| Croatia | Kịch và hát hai phần tại khu vực Istria |                                                                        | 2009                                                 |                           | [ 34 ]    |
| Croatia | Nghề làm bánh gừng tại miền bắc Croatia (Licitar) |                                                                        | 2010                                                 |                           | [ 35 ]    |
| Croatia | Sinjska Alka, cuộc đua ngựa của các hiệp sĩ tại Sinj |                                                                        | 2010                                                 |                           | [ 36 ]    |
| Croatia | Hát Ojkanje |                                                                        | 2010                                                 | Yes                       |           |
| Croatia | Nijemo Kolo, nhảy vòng tròn câm tại vùng nội địa Dalmatia                                                                                                |                                                                        | 2011                                                 |                           |           |
| Croatia | Hát và kịch Becarac từ miền Đông Croatia |                                                                        | 2011                                                 |                           |           |
| Croatia | Hát nhiều phần Klapa của Dalmatia, miền Nam Croatia |                                                                        | 2012                                                 |                           |           |
| Croatia, Tây Ban Nha, Sýp, Hy Lạp, Italia, Maroc và Bồ Đào Nha                                                                                            | Bữa ăn thường ngày của người Địa Trung Hải |                                                                        | 2013                                                 |                           |           |
| Cuba | Nghệ thuật nhảy Tumba Francesa | 2003                                                                   | 2008                                                 |                           | [ 37 ]    |
| Síp | Lefkara laces or Lefkaritika |                                                                        | 2009                                                 |                           |           |
| Cộng hòa Séc | Nghệ thuật nhảy Slovácko Verbuňk | 2005                                                                   | 2008                                                 |                           | [ 38 ]    |
| Cộng hòa Séc | Shrovetide door-to-door processions and masks in the villages of the Hlinecko area                                                                       |                                                                        | 2010                                                 |                           |           |
| Cộng hòa Dominica | Không gian văn hóa Villa Mella | 2001                                                                   | 2008                                                 |                           | [ 39 ]    |
| Cộng hòa Dominica | Truyền thống vũ kịch Cocolo | 2005                                                                   | 2008                                                 |                           | [ 40 ]    |
| Ecuador & Peru | Di sản truyền khẩu của người Zápara | 2001                                                                   | 2008                                                 |                           | [ 41 ]    |
| Ai Cập | Sử thi Al-Sirah al-Hilaliyya | 2003                                                                   | 2008                                                 |                           | [ 42 ]    |
| Estonia | Không gian văn hóa Kihnu | 2003                                                                   | 2008                                                 |                           | [ 43 ]    |
| Estonia | Seto Leelo, hát đối cổ truyền Seto |                                                                        | 2009                                                 |                           | [ 44 ]    |
| Estonia, Latvia, & Litva | Các bài hát và điệu nhảy vùng Baltic | 2003                                                                   | 2008                                                 |                           | [ 45 ]    |
| Pháp | Nghề làm thảm Aubusson |                                                                        | 2009                                                 |                           |           |
| Pháp | Maloya |                                                                        | 2009                                                 |                           | [ 46 ]    |
| Pháp | The scribing tradition in French timber framing |                                                                        | 2009                                                 |                           |           |
| Pháp | Compagnonnage, network for on-the-job transmission of knowledge and identities                                                                           |                                                                        | 2010                                                 | ENA                       |           |
| Pháp | The craftsmanship of Alençon needle lace-making |                                                                        | 2010                                                 | ENA                       |           |
| Pháp | Ẩm thực Pháp |                                                                        | 2010                                                 | ENA                       |           |
| Gruzia | Hát đối Grudia | 2001                                                                   | 2008                                                 | ENA                       | [ 47 ]    |
| Hy Lạp, Ý, Tây Ban Nha, Maroc | Chế độ ăn Địa Trung Hải |                                                                        | 2010                                                 | ENA, AST                  | [ 48 ]    |
| Guatemala | Vũ kịch Rabinal Achí | 2005                                                                   | 2008                                                 | LAC                       | [ 49 ]    |
| Guinée | Không gian văn hóa Sosso-Bala | 2001                                                                   | 2008                                                 | AFR                       | [ 50 ]    |
| Hungary | Busó festivities at Mohács: phong tục lễ hội hóa trang cuối mùa đông                                                                                     |                                                                        | 2009                                                 | ENA                       |           |
| Ấn Độ | Loại hình sân khấu Sanskrit Kutiyattam | 2001                                                                   | 2008                                                 | APA                       | [ 51 ]    |
| Ấn Độ | Truyền thống tụng kinh Vệ Đà | 2003                                                                   | 2008                                                 | APA                       | [ 52 ]    |
| Ấn Độ | Truyền thống biểu diễn trích đoạn Ramlila của sử thi Ramayana                                                                                            | 2005                                                                   | 2008                                                 | APA                       | [ 53 ]    |
| Ấn Độ | Ramman: lễ hội tôn giáo và sân khấu tín ngưỡng ở Garhwal Himalayas                                                                                       |                                                                        | 2009                                                 | APA                       |           |
| Ấn Độ | Vũ điệu Chhau |                                                                        | 2010                                                 | APA                       |           |
| Ấn Độ | Dân ca dân vũ Kalbelia thuộc vùng Rajasthan |                                                                        | 2010                                                 | APA                       |           |
| Ấn Độ | Mudiyettu, ritual theatre and dance drama of Kerala |                                                                        | 2010                                                 | APA                       |           |
| Indonesia | Nghệ thuật múa rối Wayang (Hồ Quảng) | 2003                                                                   | 2008                                                 | APA                       | [ 54 ]    |
| Indonesia | Kris | 2005                                                                   | 2008                                                 | APA                       | [ 55 ]    |
| Indonesia | Trang phục Batik của Indonesia |                                                                        | 2009                                                 | APA                       | [ 56 ]    |
| Indonesia | Angklung, nhạc cụ của Indonesia |                                                                        | 2010                                                 | APA                       | [ 57 ]    |
| Iran (Ba Tư) | Radif, nhạc cổ truyền Ba Tư, |                                                                        | 2009                                                 | APA                       | [ 58 ]    |
| Iran | The music of the Bakhshis of Khorasan |                                                                        | 2010                                                 | APA                       |           |
| Iran | The Pahlevani and Zoorkhanei ritual |                                                                        | 2010                                                 | APA                       |           |
| Iran | The ritual dramatic art of Ta‘zīye |                                                                        | 2010                                                 | APA                       |           |
| Iran | Traditional skills of carpet weaving in Fars |                                                                        | 2010                                                 | APA                       |           |
| Iran | Traditional skills of carpet weaving in Kashan |                                                                        | 2010                                                 | APA                       |           |
| Iraq | Nghệ thuật âm nhạc Maqam | 2003                                                                   | 2008                                                 | AST                       | [ 59 ]    |
| Ý | Opera dei Pupi, nhà hát múa rối của người Sicilia | 2001                                                                   | 2008                                                 | ENA                       | [ 60 ]    |
| Ý | Bài hát "A tenore" của người Sardinia | 2005                                                                   | 2008                                                 | ENA                       | [ 61 ]    |
| Jamaica | Di sản của người maroon ở Moore Town | 2003                                                                   | 2008                                                 | LAC                       | [ 62 ]    |
| Nhật Bản | Loại hình sân khấu Nōgaku | 2001                                                                   | 2008                                                 | APA                       | [ 63 ]    |
| Nhật Bản | Nghệ thuật múa rối Ningyo Jōruri Bunraku | 2003                                                                   | 2008                                                 | APA                       | [ 64 ]    |
| Nhật Bản | Nghệ thuật Kabuki | 2005                                                                   | 2008                                                 | APA                       | [ 65 ]    |
| Nhật Bản | Akiu no Taue Odori |                                                                        | 2009                                                 | APA                       |           |
| Nhật Bản | Chakkirako |                                                                        | 2009                                                 | APA                       |           |
| Nhật Bản | Daimokutate |                                                                        | 2009                                                 | APA                       |           |
| Nhật Bản | Dainichido Bugaku |                                                                        | 2009                                                 | APA                       |           |
| Nhật Bản | Gagaku |                                                                        | 2009                                                 | APA                       |           |
| Nhật Bản | Hayachine Kagura |                                                                        | 2009                                                 | APA                       |           |
| Nhật Bản | Hitachi Furyumono |                                                                        | 2009                                                 | APA                       |           |
| Nhật Bản | Koshikijima no Toshidon |                                                                        | 2009                                                 | APA                       |           |
| Nhật Bản | Ojiya-chijimi, Echigo-jofu: kĩ thuật dệt vải gai ở vùng Uonuma, quận Niigata                                                                             |                                                                        | 2009                                                 | APA                       |           |
| Nhật Bản | Oku-noto no Aenokoto |                                                                        | 2009                                                 | APA                       |           |
| Nhật Bản | Sekishu-Banshi: kỹ thuật làm giấy vùng Iwami thuộc quận Shimane                                                                                          |                                                                        | 2009                                                 | APA                       |           |
| Nhật Bản | Vũ điệu truyền thống của người Ainu |                                                                        | 2009                                                 | APA                       |           |
| Nhật Bản | Yamahoko, the float ceremony of the Kyoto Gion festival                                                                                                  |                                                                        | 2009                                                 | APA                       |           |
| Nhật Bản | Kumiodori, traditional Okinawan musical theatre |                                                                        | 2010                                                 | APA                       |           |
| Nhật Bản | Yuki-tsumugi, silk fabric production technique |                                                                        | 2010                                                 | APA                       |           |
| Jordan | Không gian văn hóa Bedu ở Petra và Wadi Rum | 2005                                                                   | 2008                                                 | AST                       | [ 66 ]    |
| Kyrgyzstan | Nghệ thuật kể chuyện của các akyn | 2003                                                                   | 2008                                                 | APA                       | [ 67 ]    |
| Litva | Nghệ thuật điêu khắc thánh giá Kryždirbystė | 2001                                                                   | 2008                                                 | ENA                       | [ 68 ]    |
| Litva | Sutartinės, Lithuanian multipart songs |                                                                        | 2010                                                 | ENA                       |           |
| Luxembourg | The hopping procession of Echternach |                                                                        | 2010                                                 | ENA                       |           |
| Madagascar | Nghệ thuật chạm khắc gỗ của người Zafimaniry | 2003                                                                   | 2008                                                 | AFR                       | [ 69 ]    |
| Malawi | Nghệ thuật nhảy Vimbuza | 2005                                                                   | 2008                                                 | AFR                       | [ 70 ]    |
| Malawi, Mozambique & Zambia | Gule Wamkulu | 2005                                                                   | 2008                                                 | AFR                       | [ 71 ]    |
| Malaysia | Mak Yong | 2005                                                                   | 2008                                                 | APA                       | [ 72 ]    |
| Mali | Không gian văn hóa Yaaral và Degal | 2003                                                                   | 2008                                                 | AFR                       | [ 73 ]    |
| Mali | The Manden Charter, proclaimed in Kurukan Fuga |                                                                        | 2009                                                 | AFR                       |           |
| Mali | The septennial re-roofing ceremony of the Kamablon, sacred house of Kangaba                                                                              |                                                                        | 2009                                                 | AFR                       |           |
| México | Lễ hội người chết El Día de los Muertos | 2003                                                                   | 2008                                                 | LAC                       | [ 74 ]    |
| Mexico | Places of memory and living traditions of the Otomí-Chichimecas people of Tolimán: the Peña de Bernal, guardian of a sacred territory                    |                                                                        | 2009                                                 | LAC                       |           |
| Mexico | Ritual ceremony of the Voladores: Papantla, El Tajín |                                                                        | 2009                                                 | LAC                       |           |
| Mexico | Ẩm thực Mexico (Traditional Mexican cuisine - ancestral, ongoing community culture, the Michoacán paradigm)                                              |                                                                        | 2010                                                 | LAC                       | [ 75 ]    |
| Mexico | Parachicos in the traditional January feast of Chiapa de Corzo                                                                                           |                                                                        | 2010                                                 | LAC                       |           |
| Mexico | Pirekua, traditional song of the P’urhépecha |                                                                        | 2010                                                 | LAC                       |           |
| Mông Cổ | Nhạc cụ truyền thống Morin Khuur | 2003                                                                   | 2008                                                 | APA                       | [ 76 ]    |
| Mông Cổ | Lễ hội truyền thống Naadam của người Mông Cổ |                                                                        | 2010                                                 | APA                       |           |
| Mông Cổ | Nghệ thuật truyền thống Khöömei |                                                                        | 2010                                                 | APA                       |           |
| Mông Cổ & Trung Quốc | Trường điệu Urtiin Duu (làn điệu dân ca) | 2005                                                                   | 2008                                                 | APA                       | [ 77 ]    |
| Maroc | Không gian văn hóa Jemaa el-Fna | 2001                                                                   | 2008                                                 | AST                       | [ 78 ]    |
| Maroc | Moussem của Tan-Tan | 2005                                                                   | 2008                                                 | AST                       | [ 79 ]    |
| Mozambique | Chopi Timbila | 2005                                                                   | 2008                                                 | AFR                       | [ 80 ]    |
| Nicaragua | El Güegüense | 2005                                                                   | 2008                                                 | LAC                       | [ 81 ]    |
| Nigeria | Hệ thống Ifá | 2005                                                                   | 2008                                                 | AFR                       | [ 82 ]    |
| Nigeria | Ijele masquerade |                                                                        | 2009                                                 | AFR                       |           |
| Oman | Al-Bar’ah, âm nhạc và vũ điệu ở thung lũng Dhofari |                                                                        | 2010                                                 | AST                       |           |
| Palestine | Hikaye | 2005                                                                   | 2008                                                 | AST                       | [ 83 ]    |
| Peru | Taquile | 2005                                                                   | 2008                                                 | LAC                       | [ 84 ]    |
| Peru | Huaconada, ritual dance of Mito |                                                                        | 2010                                                 | LAC                       |           |
| Peru | The scissors dance |                                                                        | 2010                                                 | LAC                       |           |
| Philippines | Các bài hát truyền thống của người Ifugao | 2001                                                                   | 2008                                                 | APA                       | [ 85 ]    |
| Philippines | Sử thi Darangen của người Maranao | 2005                                                                   | 2008                                                 | APA                       | [ 86 ]    |
| Hàn Quốc | Lễ hội truyền thống của đền Jongmyo | 2001                                                                   | 2008                                                 | APA                       | [ 87 ]    |
| Hàn Quốc | Nghệ thuật trình diễn ả đào pansori | 2003                                                                   | 2008                                                 | APA                       | [ 88 ]    |
| Hàn Quốc | Lễ hội Gangneung Danoje | 2005                                                                   | 2008                                                 | APA                       | [ 89 ]    |
| Hàn Quốc | Điệu múa Cheoyongmu |                                                                        | 2009                                                 | APA                       |           |
| Hàn Quốc | Ganggangsullae |                                                                        | 2009                                                 | APA                       |           |
| Hàn Quốc | Jeju Chilmeoridang Yeongdeunggut |                                                                        | 2009                                                 | APA                       |           |
| Hàn Quốc | Namsadang Nori |                                                                        | 2009                                                 | APA                       |           |
| Hàn Quốc | Yeongsanjae |                                                                        | 2009                                                 | APA                       |           |
| Hàn Quốc | Daemokjang, traditional wooden architecture |                                                                        | 2010                                                 | APA                       |           |
| Hàn Quốc | Gagok, lyric song cycles accompanied by an orchestra |                                                                        | 2010                                                 | APA                       |           |
| România | Căluş (Căluş Ritual) | 2005                                                                   | 2008                                                 | ENA                       | [ 90 ]    |
| Romania | Doina |                                                                        | 2009                                                 | ENA                       |           |
| Liên bang Nga | Không gian văn hóa và văn hóa truyền khẩu của người Semeiskie                                                                                            | 2001                                                                   | 2008                                                 | ENA                       | [ 91 ]    |
| Liên bang Nga | Thiên sử thi Olonkho của Yakut | 2005                                                                   | 2008                                                 | ENA                       | [ 92 ]    |
| Senegal & Gambia | Kankurang | 2005                                                                   | 2008                                                 | AFR                       | [ 93 ]    |
| Slovakia | Nghệ thuật âm nhạc Fujara | 2005                                                                   | 2008                                                 | ENA                       | [ 94 ]    |
| Tây Ban Nha | Vở kịch Misteri d'Elx | 2001                                                                   | 2008                                                 | ENA                       | [ 95 ]    |
| Tây Ban Nha | La Patum của Berga | 2005                                                                   | 2008                                                 | ENA                       | [ 96 ]    |
| Tây Ban Nha | Irrigators’ tribunals of the Spanish Mediterranean coast: the Council of Wise Men of the plain of Murcia and the Water Tribunal of the plain of Valencia |                                                                        | 2009                                                 | ENA                       |           |
| Tây Ban Nha | Tiếng Silbo Gomero, "ngôn ngữ thổi sáo" trên đảo Gomera]]                                                                                                |                                                                        | 2009                                                 | ENA                       |           |
| Tây Ban Nha | Xếp tháp người |                                                                        | 2010                                                 | ENA                       |           |
| Tây Ban Nha | Điệu nhảy Flamenco |                                                                        | 2010                                                 | ENA                       |           |
| Tây Ban Nha | Bài thánh ca Sybil ở Majorca |                                                                        | 2010                                                 | ENA                       |           |
| Tonga | Nghệ thuật Lakalaka | 2003                                                                   | 2008                                                 | APA                       | [ 97 ]    |
| Thổ Nhĩ Kỳ | Nghệ thuật kể chuyện của các meddah | 2003                                                                   | 2008                                                 | APA                       | [ 98 ]    |
| Thổ Nhĩ Kỳ | Nghi thức Mevlevi Sema | 2005                                                                   | 2008                                                 | APA                       | [ 99 ]    |
| Thổ Nhĩ Kỳ | Karagöz |                                                                        | 2009                                                 | APA                       |           |
| Thổ Nhĩ Kỳ | Truyền thống Âşıklık |                                                                        | 2009                                                 | APA                       |           |
| Thổ Nhĩ Kỳ | Kırkpınar oil wrestling festival |                                                                        | 2010                                                 | APA                       |           |
| Thổ Nhĩ Kỳ | Semah, Alevi-Bektaşi ritual |                                                                        | 2010                                                 | APA                       |           |
| Thổ Nhĩ Kỳ | Semah, Alevi-Bektaşi ritual |                                                                        | 2010                                                 | APA                       |           |
| Uganda | Nghệ thuật làm vải từ vỏ cây của người Uganda | 2005                                                                   | 2008                                                 | AFR                       | [ 100 ]   |
| Uruguay | The Candombe and its socio-cultural space: a community practice                                                                                          |                                                                        | 2009                                                 | LAC                       |           |
| Uzbekistan | Không gian văn hóa Boysun | 2001                                                                   | 2008                                                 | APA                       | [ 101 ]   |
| Uzbekistan và Tajikistan | Âm nhạc truyền thống Shashmaqom | 2003                                                                   | 2008                                                 | APA                       | [ 102 ]   |
| Uzbekistan | Katta Ashula |                                                                        | 2009                                                 | APA                       |           |
| Vanuatu | Nghệ thuật vẽ trên cát | 2003                                                                   | 2008                                                 | APA                       | [ 103 ]   |
| Việt Nam | Nhã nhạc cung đình Huế | 2003                                                                   | 2008                                                 | APA                       | [ 104 ]   |
| Việt Nam | Không gian văn hóa Cồng Chiêng Tây Nguyên | 2005                                                                   | 2008                                                 | APA                       | [ 105 ]   |
| Việt Nam | Dân ca Quan họ |                                                                        | 2009                                                 | APA                       | [ 75 ]    |
| Việt Nam | Nghệ thuật trình diễn ca trù | 2009                                                                   | 2009                                                 | APA                       | [ 106 ]   |
| Việt Nam | Hội Gióng tại đền Phù Đổng và đền Sóc, Hà Nội |                                                                        | 2010                                                 | APA                       | [ 75 ]    |
| Viet Nam | Hát xoan | 2011                                                                   | 2011                                                 | APA                       |           |
| Viet Nam | Tín ngưỡng thờ cúng Hùng Vương |                                                                        | 2012                                                 | APA                       |           |
| Viet Nam | Đờn ca tài tử Nam Bộ |                                                                        | 2013                                                 | APA                       |           |
| Viet Nam | Dân ca ví, giặm Nghệ Tĩnh |                                                                        | 2014                                                 | APA                       |           |
| Yemen | Các bài hát Sanaa | 2003                                                                   | 2008                                                 | AST                       | [ 107 ]   |
| Zambia | Lễ hội hóa trang Makishi | 2005                                                                   | 2008                                                 | AFR                       | [ 108 ]   |
| Zimbabwe | Mbende | 2005                                                                   | 2008                                                 | AFR                       | [ 109 ]   |

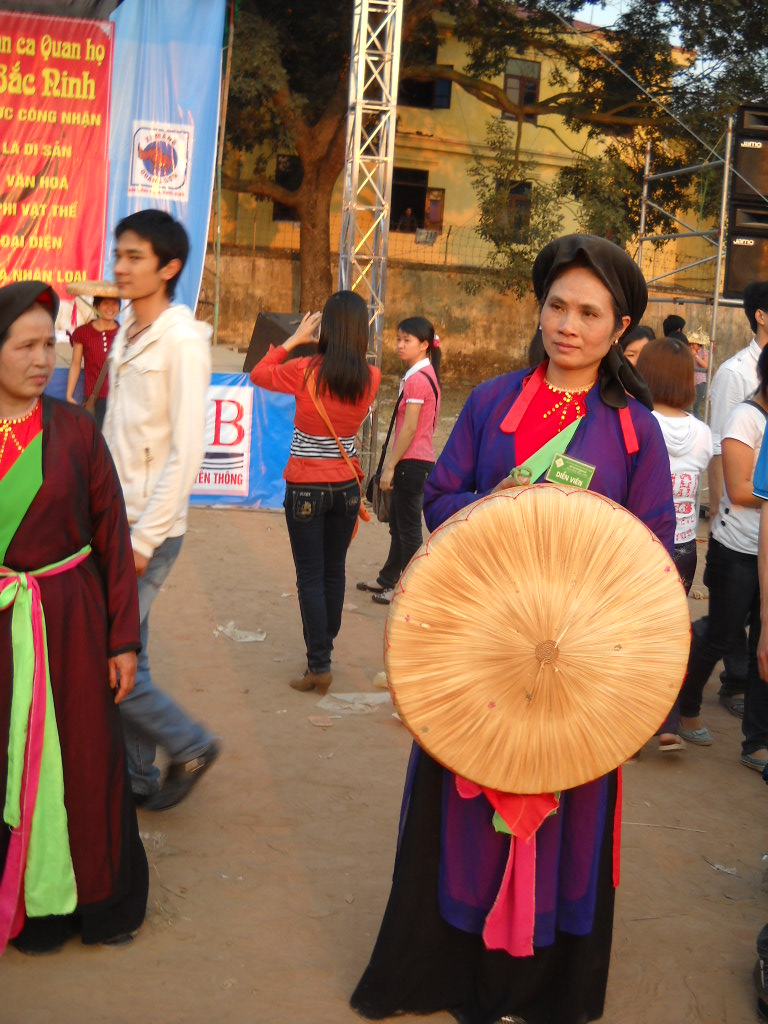
Một liền chị quan họ
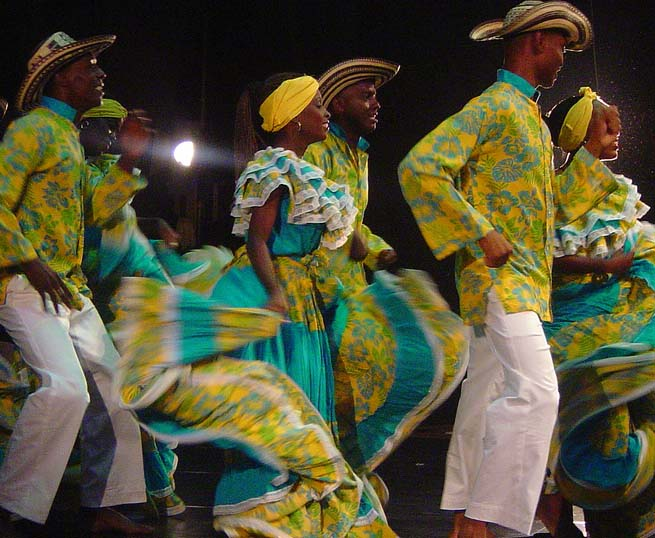
Không gian văn hóa Palenque de San Basilio, hình thành bởi những nô lệ trốn chạy từ thế kỷ 17, nay thuộc các làng thuộc vùng San Basilio của Colombia với cấu trúc xã hội, niềm tin tôn giáo, nghề y cũng như âm nhạc và nghệ thuật truyền khẩu có nguồn gốc từ châu Phi
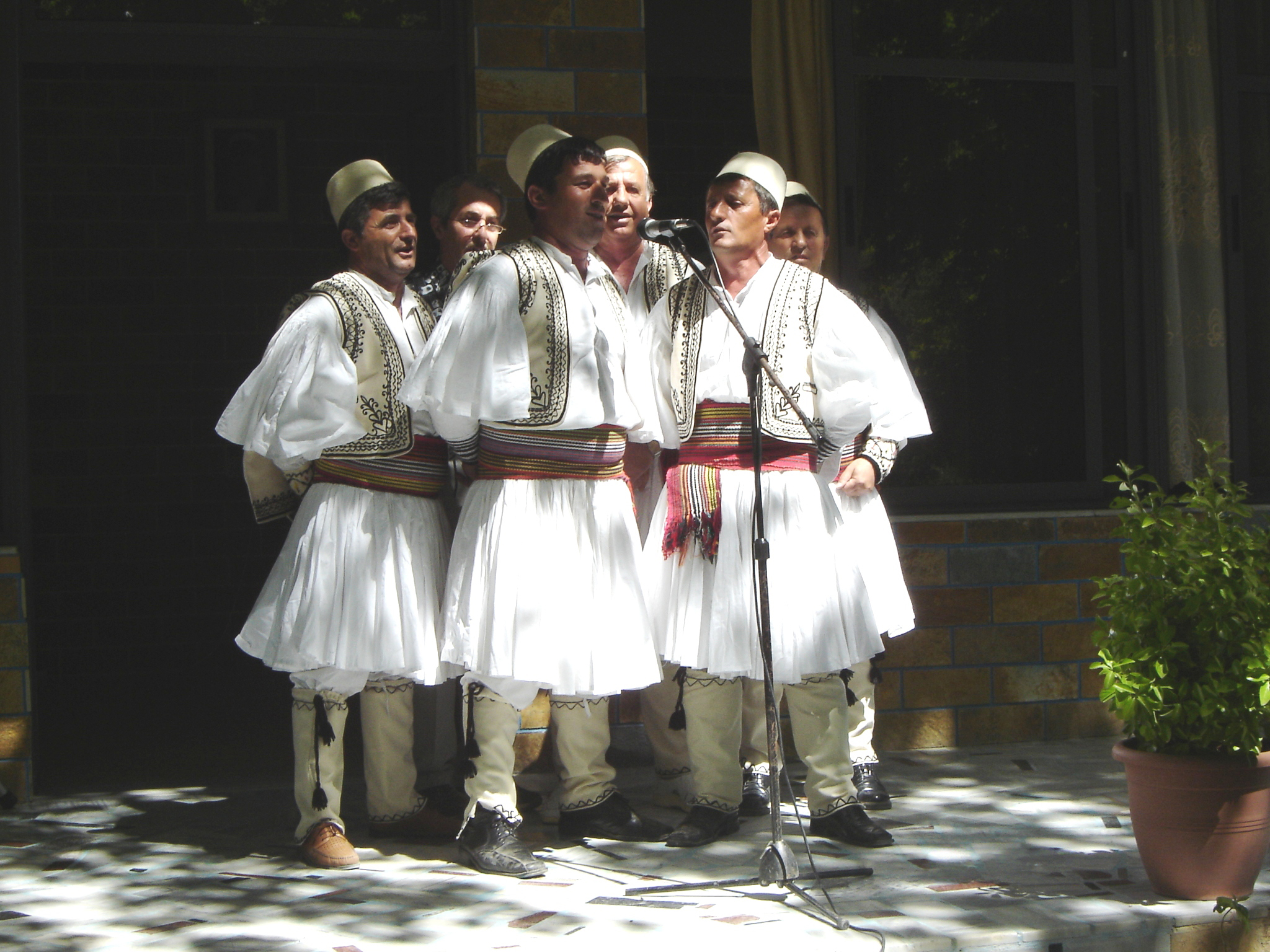
Hát đối ở Skrapar, Albania, với trang phục truyền thống
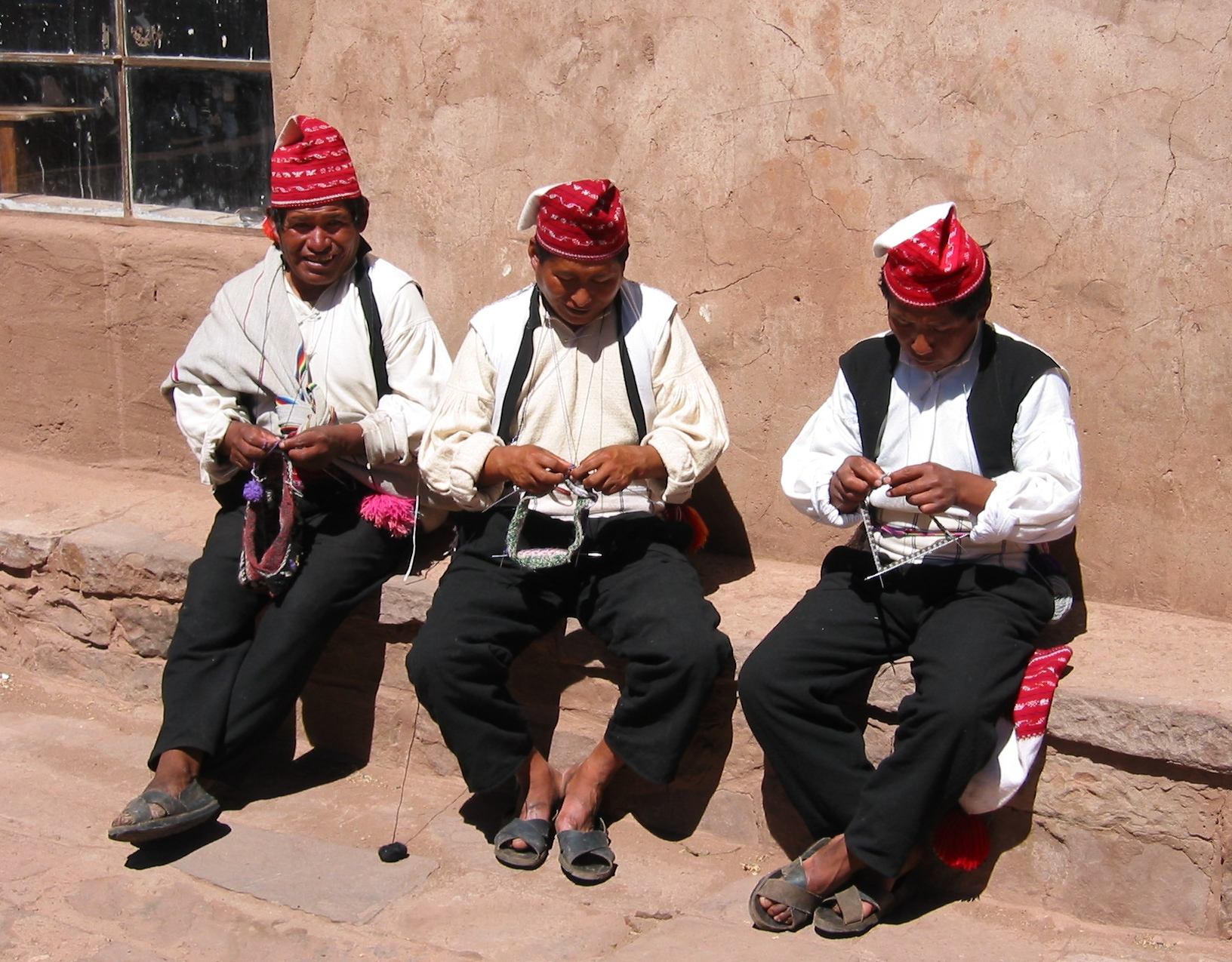
Trang phục truyền thống trên đảo Taquile của Peru, nơi cư trú trước đây của người Inca, Pukara và Colla